# 东方法眼
东方法眼，创办于2001年的中文法律网站。网站定期推出每周法治热点，收录法治热点事件，在人民网、新华网、中国法院网等网站转载。网站发布来自一线的司法案例、裁判文书，供相关人士进行法学研究参考。同时，提供免费法律问答咨询服务，以及收录最新法规为内容的东方法律宝典软件。
法学家贺卫方为网站题词：“以明亮之法眼，观东方之治道。”法学家陈光中为东方法眼题词：“办好法律网站，为建设社会主义法治国家服务。”
该网站亦受法界所瞩目。2005年，《法制日报》曾刊登《编织法律之网》一文，介绍东方法眼网站。2011年，《人民法院报》刊登《法官十年自办普法网站》一文，介绍东方法眼网站。2011年，新华社《追寻中国特色社会主义法律体系中的网事贡献》提及该网站。
2012年11月，这个建站11年多的网站突然无法访问，原因不明。2013年3月13日，东方法眼原域名被他人抢注并建立成一个钓鱼网站，东方法眼官方微博解释是并非忘记域名续费，而是域名未能续费。
2013年3月，东方法眼网新域名上线。